# Handala

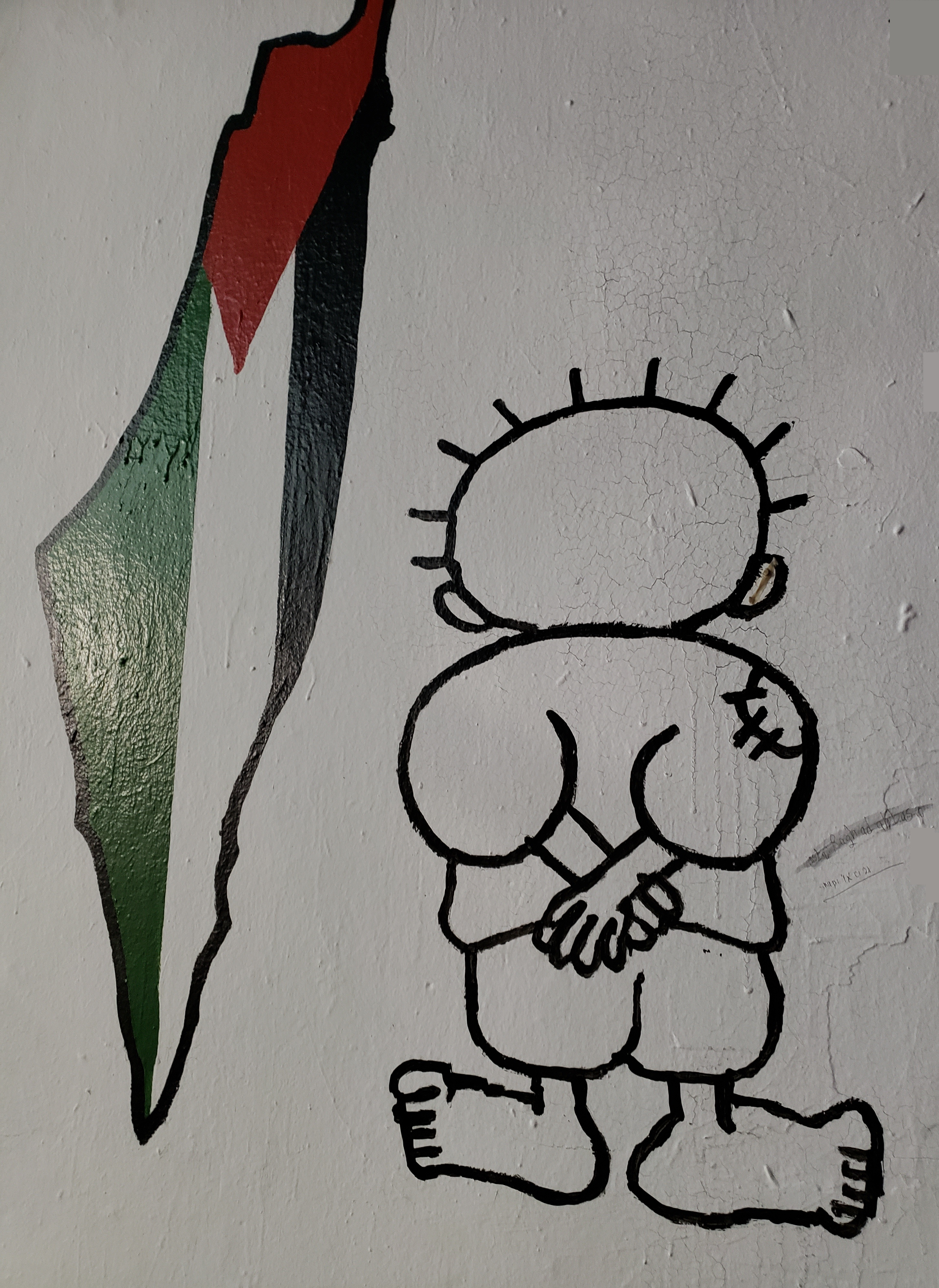
Imagem de Handala ao lado do mapa de Israel nas cores da bandeira palestina, Nazaré

Handala (em árabe: حنظلة, romanizado: Ḥanẓala), também Handhala, Hanzala ou Hanthala, é um importante símbolo nacional e personificação do povo palestino.
O personagem foi criado em 1969 pelo cartunista político Naji al-Ali e assumiu sua forma definitiva em 1973. Handala tornou-se a assinatura dos cartuns de Naji al-Ali e permanece um símbolo icônico da identidade e resistência palestinas. O personagem foi descrito como "retratando a guerra, a resistência e a identidade palestina com uma clareza impressionante".
O nome deriva do termo árabe "حنظل" (ḥanẓal), que se refere à colocíntida (ou "maçã amarga"), uma planta perene típica do Levante. Essa espécie é conhecida por seus frutos extremamente amargos, sua capacidade de rebrotar mesmo quando cortada e suas raízes profundas.
A influência de Handala persistiu nas décadas após o assassinato de al-Ali em 1987; hoje o personagem permanece extremamente popular como representante do povo palestino, sendo encontrado em inúmeros muros e construções por toda a Cisjordânia (notavelmente como grafite no Muro da Cisjordânia), Faixa de Gaza e outros campos de refugiados palestinos, além de ser um motivo popular em tatuagens e joias. Também foi adotado por movimentos como o Boicote, Desinvestimento e Sanções e o Movimento Verde Iraniano.

## Primeira publicação
Handala apareceu pela primeira vez no jornal Al-Seyassah no Kuwait em 13 de julho de 1969, e voltou-se de costas para o espectador com as mãos entrelaçadas atrás das costas a partir de 1973 em diante.

## Simbolismo
A idade de Handala – dez anos – representa a idade de Naji al-Ali em 1948, quando foi forçado a deixar a Palestina. O personagem só crescerá quando puder retornar à sua terra natal. Nas palavras do próprio al-Ali:

Handala nasceu com 10 anos e sempre terá 10 anos. Foi nessa idade que deixei minha pátria. Quando Handala voltar, continuará com 10 anos – e só então começará a crescer.
A postura de Handala – de costas voltadas e mãos entrelaçadas atrás do corpo – simboliza sua "rejeição em uma época em que soluções nos são impostas à moda americana", representando também "um repúdio a todas as correntes negativas que assolam nossa região". Suas roupas esfarrapadas e pés descalços reforçam sua identificação com os pobres e oprimidos.
Nas palavras de Naji al-Ali, Handala transcende fronteiras:

Era a flecha da bússola, apontando invariavelmente para a Palestina. Não a Palestina geográfica, mas a Palestina em seu sentido humano – o símbolo de uma causa justa, esteja ela no Egito, no Vietnã ou na África do Sul.

## Legado

Grafites do Muro da Cisjordânia em Belém: Handala e Liberdade como "Pietà"

Pouco antes de seu assassinato, Naji al-Ali declarou em uma entrevista: "Handala, que eu criei, não desaparecerá com minha morte. Espero não exagerar ao dizer que continuarei vivo através dele, mesmo depois de partir." Os usos atuais do símbolo de Handala incluem:
- Pichações e grafites em muros, edifícios e lojas de souvenirs por toda a Cisjordânia (com destaque para as artes no Muro da Cisjordânia), Faixa de Gaza e campos de refugiados palestinos;[4]
- Símbolo central do movimento Boicote, Desinvestimento e Sanções (BDS);[4]
- Símbolo popular em tatuagens e joias;[4]
- Mascote virtual do Movimento Verde Iraniano;[7]
- Presença na arte israelense, muitas vezes em contraste com o personagem Srulik.[8]

## Galeria

Perto de Belém
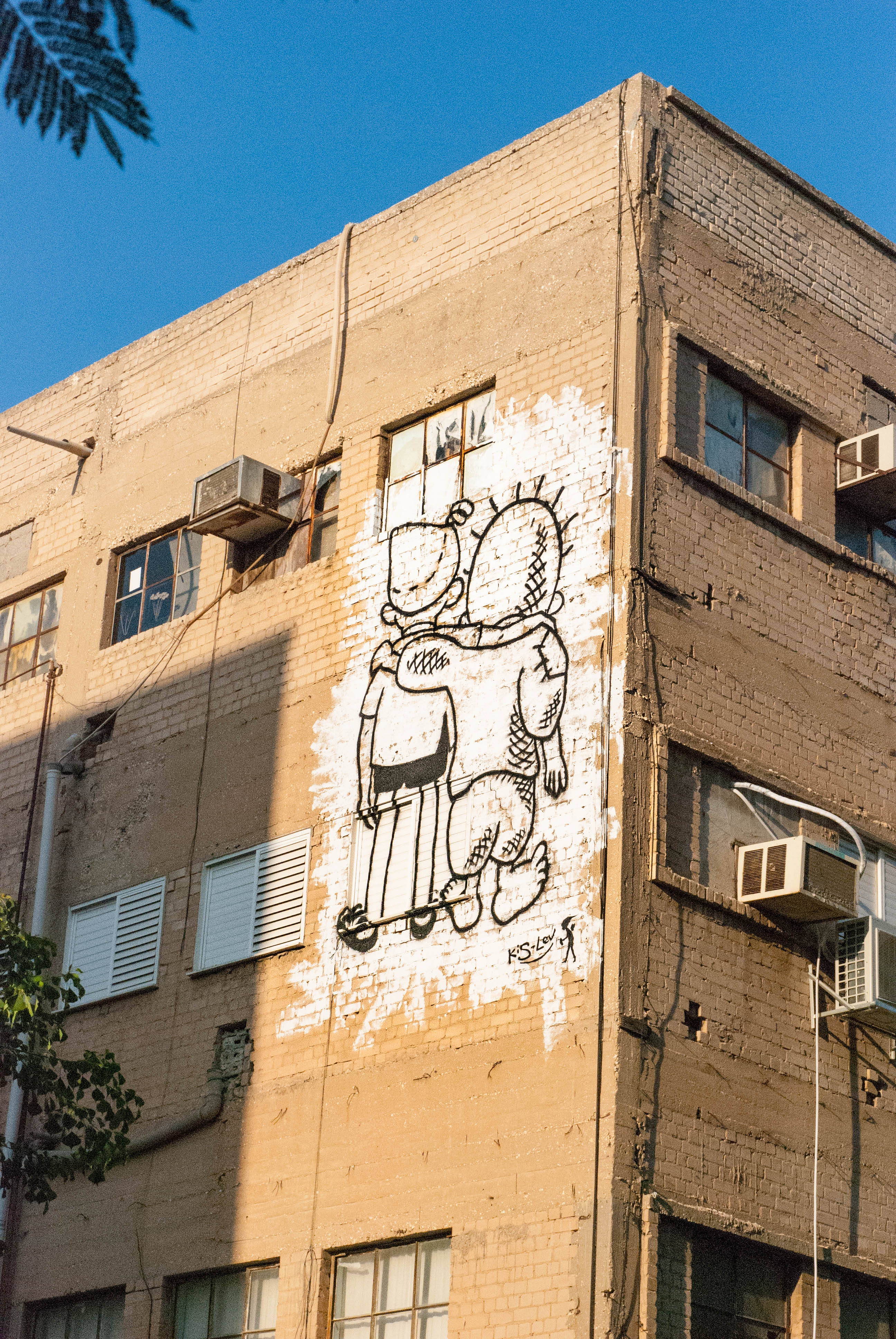
O mural The Peace Kids, com Srulik em Florentin, Tel Aviv
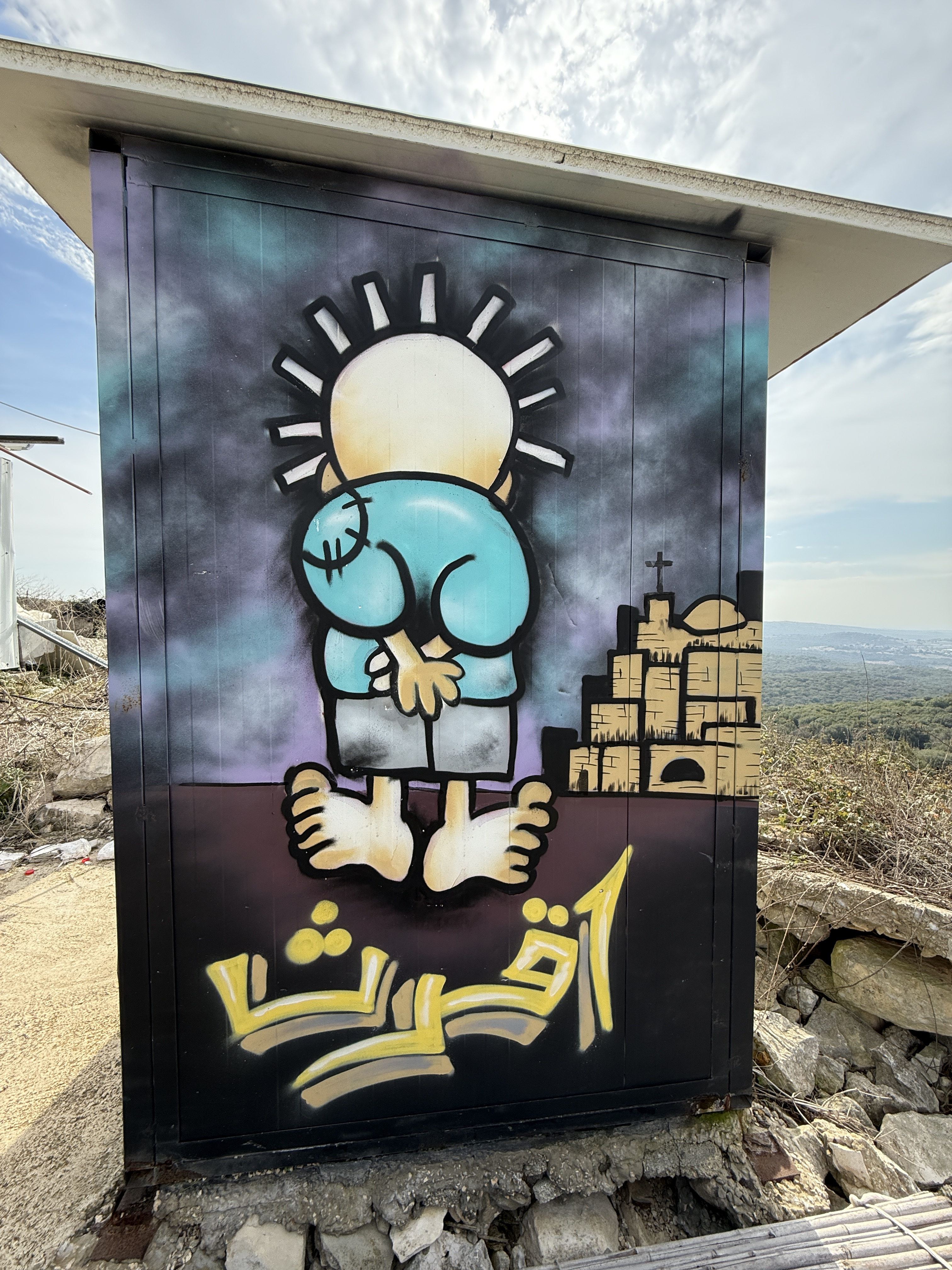
Handala em Iqrit
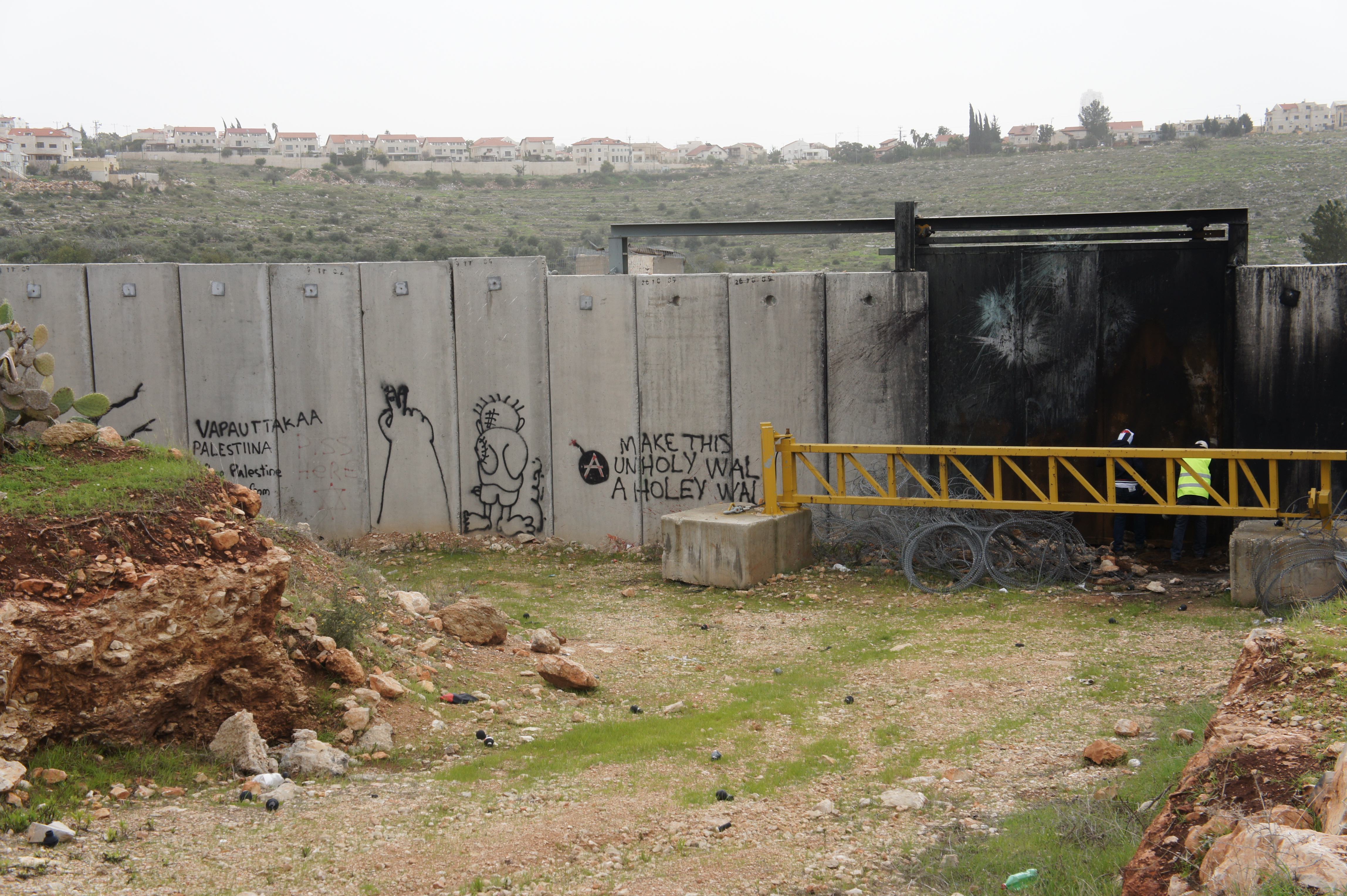
Handala em um muro em Ni'lin
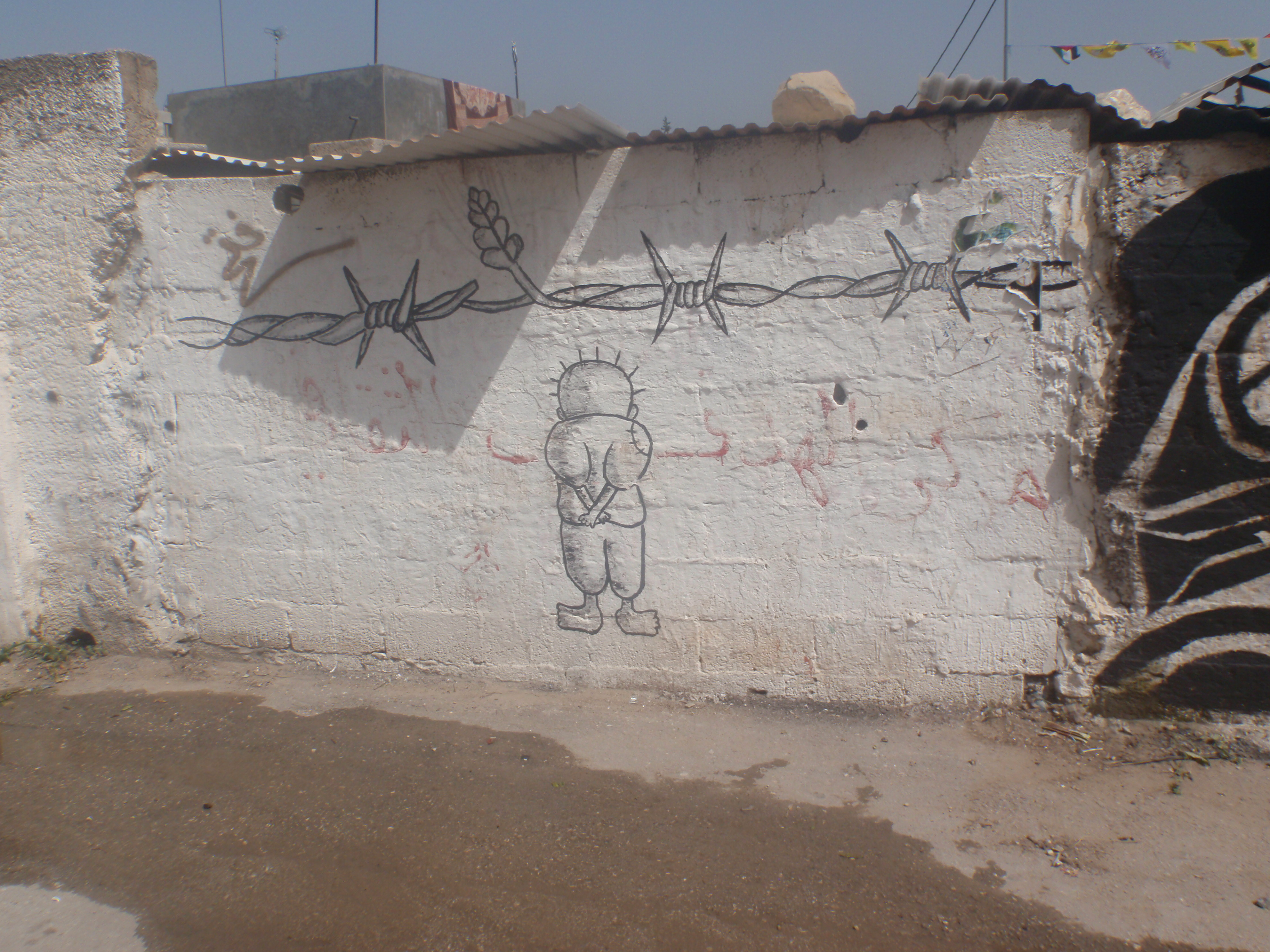
Handala em um muro em Bil'in